# James Shaw (Politiker, 1973)

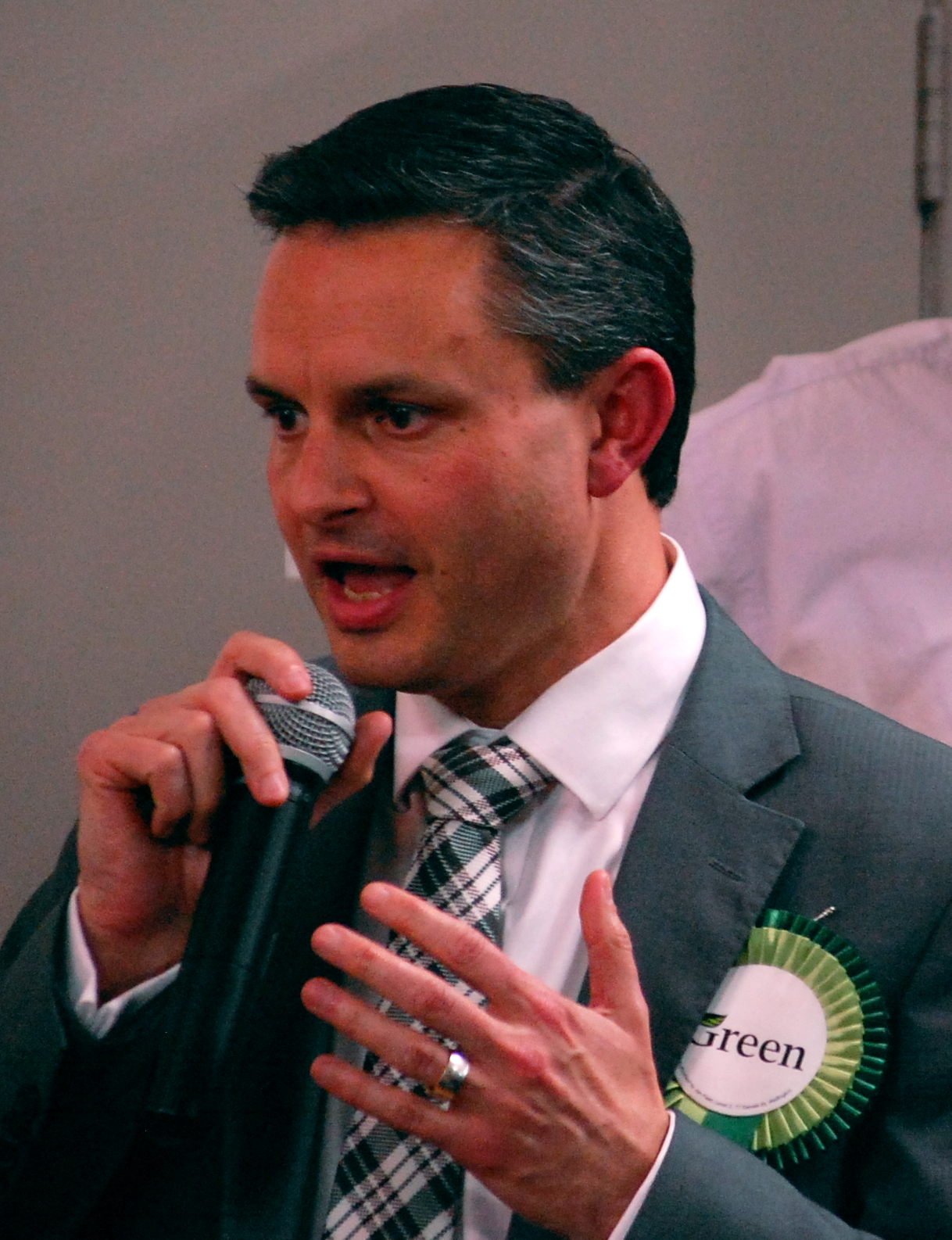
James Shaw (2014)

James Peter Edward Shaw (* 6. Mai 1973 in Wellington) ist ein neuseeländischer Politiker. Er ist Mitglied der Green Party of Aotearoa New Zealand, seit dem 20. September 2014 Mitglied des New Zealand Parliament und seit dem 30. Mai 2015 Co-Vorsitzende seiner Partei.

## Leben
James Peter Edward Shaw wurde am 6. Mai 1973 in Wellington geboren und die ersten zwölf Jahre seines Lebens von seiner Mutter, die eine Geschichtslehrerin, Gewerkschafterin und Feministin war, großgezogen. Er wuchs in dem Stadtteil Aro Valley auf, der in Wellington als so etwas wie die geistige Heimat der Grünen Partei in Neuseeland gilt. Seine Mutter schickte ihn zunächst auf die Privatschule des Scots College in Wellington und ab 1985 dann auf die Wellington High School. Während dieser Zeit hatte Shaw, vaterlos, zwei Mütter, da sein leibliche Mutter eine Lebenspartnerin fand. Nach seinem Schulabschluss studierte Shaw an der Victoria University of Wellington Religion, schloss aber seinen Bachelor nicht ab.
Shaw lebt mit seiner Frau Annabel, eine Dozentin der Victoria University of Wellington, im Stadtteil Aro Valley in Wellington.

## Berufliche Karriere
1997 verließ Shaw Neuseeland und ging zunächst nach Brüssel und ein Jahr später nach London um als Berater für PricewaterhouseCoopers (pwc) zu arbeiten. Während dieser Zeit absolvierte er seinen Master in Nachhaltige Entwicklung und Unternehmensführung. Nach zahlreichen beruflich bedingten Reisen, wie z. B. in die Anden-Region für ein Mikrofinanz-Projekt oder nach Borneo für eine Wasserkraftwerk-Projekt, zog es ihn 2010 wieder zurück nach Neuseeland, wo er sich wieder in Wellington niederließ.

## Politische Karriere
Im Alter von 16 Jahren kam Shaw in seiner Schule in Kontakt mit den gerade gegründeten Partei der Green Party of Aotearoa New Zealand und fand sich bereits ein Jahr später als Kandidat für den Wellington City Council für seine Partei wieder. 1993 engagierte er sich als Wahlkampfmanager für die Victoria University Student’s Association.
Nach seinem 13-jährigen Auslandsaufenthalt nahm er sein Engagement in der Partei wieder auf und wurde im September 2014 über die Liste seiner Partei ins Parlament gewählt. Nach der gewonnenen Kampfabstimmung um die Position des Co-Vorsitzende der Partei, die er mit 69 Stimmen gegenüber seinem Mitbewerber Kevin Hague, der 56 Stimmen auf sich vereinigen konnte, für sich entscheiden konnte, übernahm er im Parlament die Funktion des Sprechers seiner Partei für die Bereiche Finanzen, Justiz, Nachhaltige Entwicklung, Klima, Tourismus und Handel und Investment.
Nach der Regierungsbildung der Labour Party im Oktober 2017, an der sich die Grüne Partei beteiligte, übernahm Shaw das Ministeramt für die Bereiche Klimaveränderung, Statistik und als sogenannter Associate Minister (Beisitzender) den Bereich Finanzen.

### Ministerämter in der Regierung Ardern
Ministerämter im 1. Kabinett von Jacinda Ardern:
| Minister                                | vom              | bis               |
| --------------------------------------- | ---------------- | ----------------- |
| Minister for Climate Change             | 26. Oktober 2017 | 6. November 2020  |
| Minister of Statistics                  | 26. Oktober 2017 | 6. November 2020  |
| Associate Minister of Finance           | 26. Oktober 2017 | 6. November 2020  |
| Acting Associate Minister for Health    | 19. August 2018  | 27. November 2018 |
| Acting Associate Minister for Transport | 19. August 2018  | 27. November 2018 |

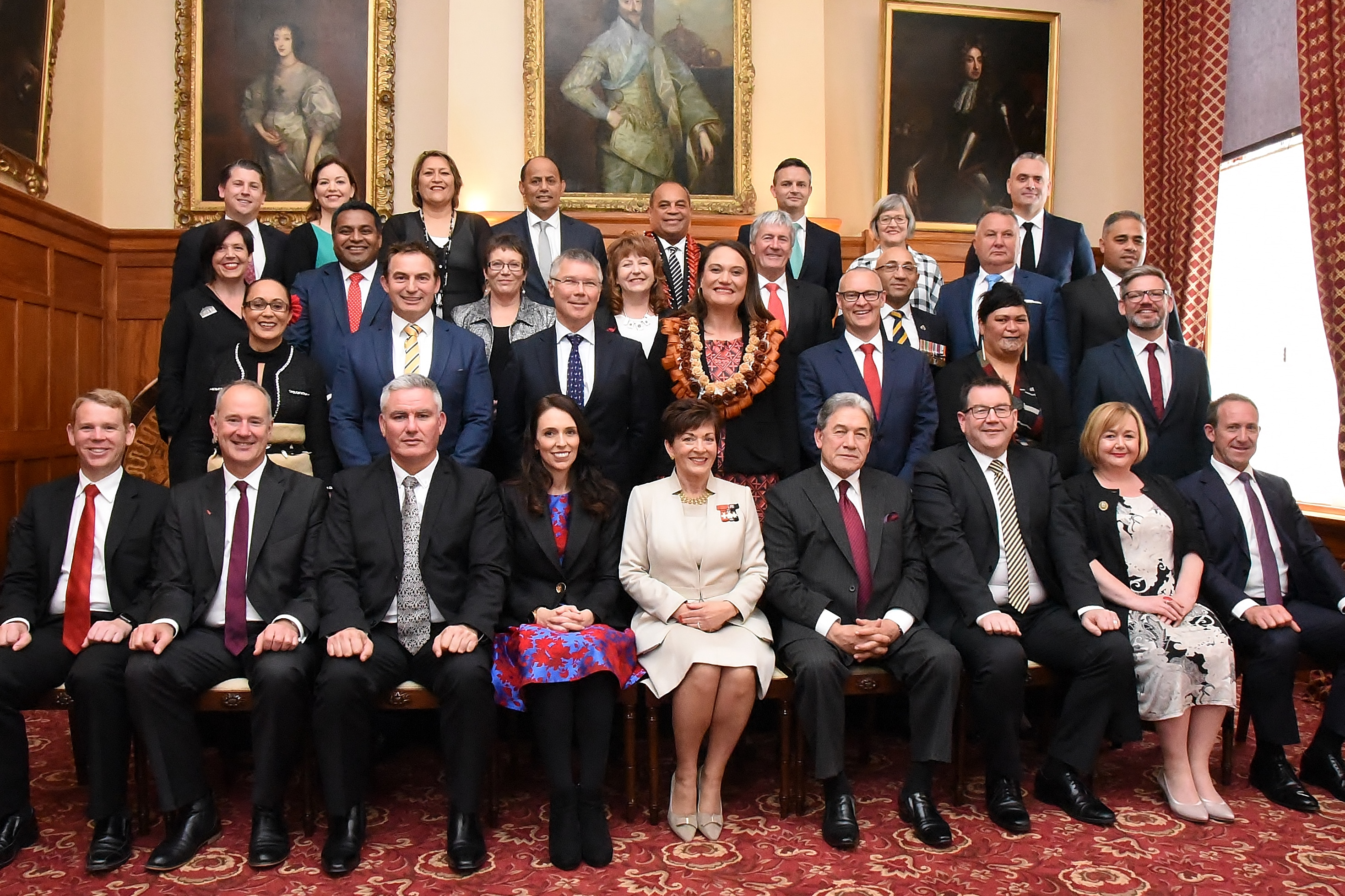
James Shaw (2017)
3. von rechts in der zweiten Reihe

Ministerämter im 2. Kabinett von Jacinda Ardern:

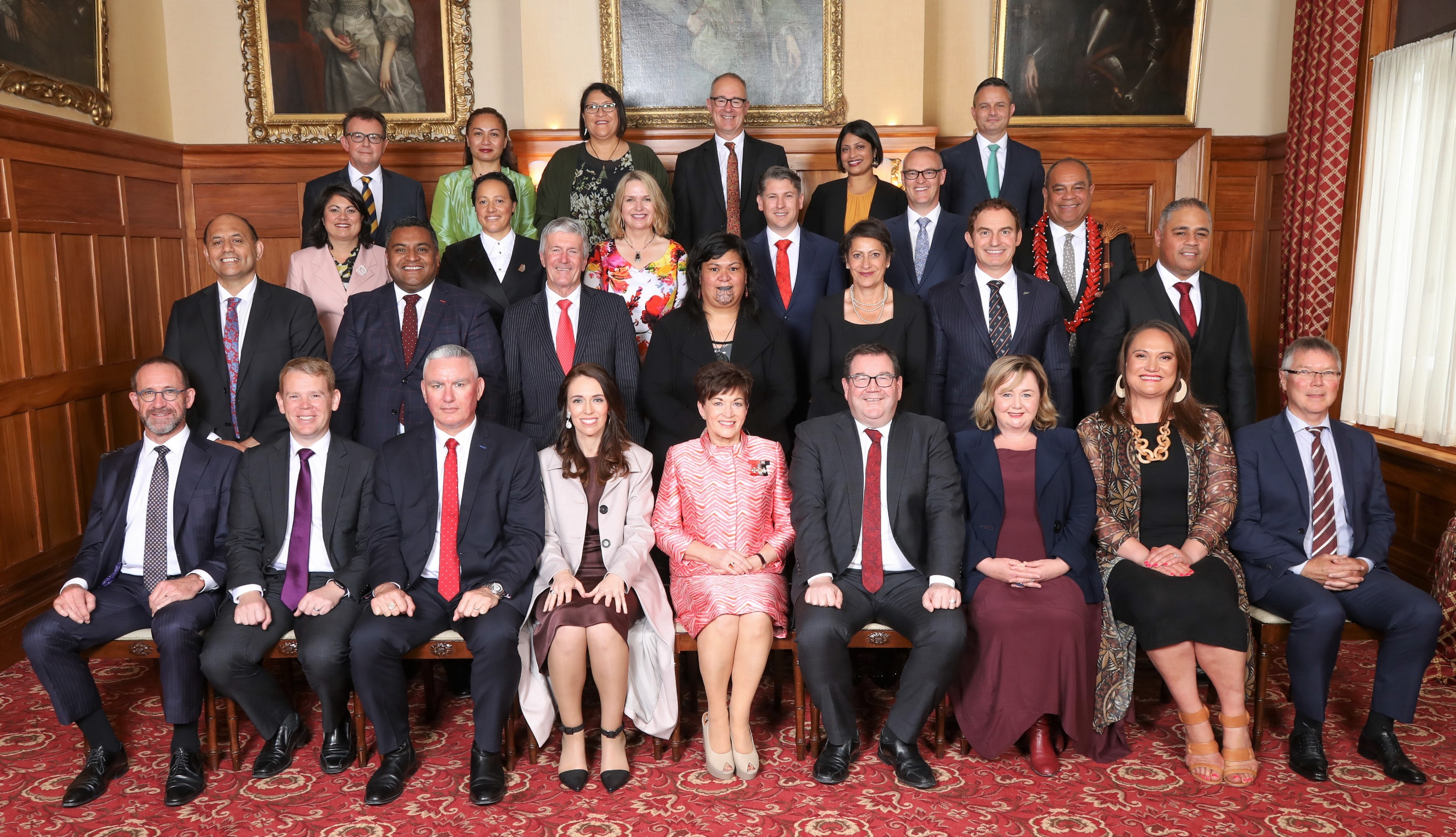
James Shaw (2020)
2. von links in der vierten Reihe

| Minister                                          | vom              | bis             |
| ------------------------------------------------- | ---------------- | --------------- |
| Minister for Climate Change                       | 6. November 2020 | 29. Januar 2023 |
| Associate Minister for Environment (Biodiversity) | 6. November 2020 | 29. Januar 2023 |

### Ministerämter in der Regierung Hipkins
Mit dem Rücktritt von Jacinda Ardern als Premierministerin in der laufenden Legislaturperiode und der Übernahme des Amtes durch ihren Parteikollegen Chris Hipkins am 25. Januar 2023, blieben die Ministerämter von Shaw unverändert.
| Minister                                          | vom             | bis               |
| ------------------------------------------------- | --------------- | ----------------- |
| Minister for Climate Change                       | 29. Januar 2023 | 27. November 2023 |
| Associate Minister for Environment (Biodiversity) | 29. Januar 2023 | 27. November 2023 |

Quelle: Department of the Prime Minister and Cabinet
Mit der nachfolgenden regulären Parlamentswahl, die am 14. Oktober 2023 stattfand, verlor die Labour Party ihre Regierungsmehrheit an die New Zealand National Party. Damit war auch das Kooperationsabkommen mit der Labour Party beendet und die Green Party ging wieder in die Opposition. Shaws Wiedereinzug ins Parlament war aber über die Liste seiner Partei, die mit 11,60 % der Stimmen und drei Direktmandaten insgesamt 15 Sitze erringen konnte, abgesichert.
Mit Wirkung vom 8. Dezember 2023 verlieh der Generalgouverneur von Neuseeland Davidson in Anerkennung seiner Amtszeit als Mitglied des Executive Council den Titel „The Honourable“ (der Ehrenwerte).

## Veröffentlichungen
- James Shaw, Amy Middelburg King, Fabio Sgaragli: Money Does Grow on Trees. PricewaterhouseCoopers, 2000 (englisch).[14]